# Eidolon (genere)
Eidolon (Rafinesque, 1815) è un genere di pipistrello della famiglia degli Pteropodidi. 

## Etimologia
Il termine generico deriva dalla parola greca εἴδωλον, il cui significato è figura, immagine oppure fantasma o spettro.

## Descrizione

### Dimensioni
Al genere Eidolon appartengono pipistrelli di medie dimensioni con la lunghezza dell'avambraccio tra 131 e 135 mm e un peso fino a 311 g.

### Caratteristiche craniche e dentarie
Il cranio presenta l'osso occipitale non allungato ma deflesso e le ossa pre-mascellari separate dal rostro. Le ossa timpaniche formano un corto meato uditivo. Il primo molare è allungato. Sono presenti 4 creste palatali continue e 4 divise.
Sono caratterizzati dalla seguente formula dentaria:

### Aspetto
Il corpo è snello ed allungato, la pelliccia è corta. Il muso è lungo ed affusolato, le narici sono separate da un solco profondo. Le orecchie sono grandi e con la punta arrotondata. Le ali sono attaccate alte sul dorso e posteriormente sul primo dito del piede. L'indice è provvisto di un artiglio. La coda è lunga circa la metà del piede, mentre l'uropatagio è ridotto ad una sottile membrana lungo la parte interna degli arti inferiori, i quali sono lunghi.

## Distribuzione
Il genere è ampiamente diffuso nell'Africa subsahariana, nella Penisola arabica sud-occidentale e nel Madagascar.

## Tassonomia
Il genere comprende due specie.
- Eidolon dupreanum
- Eidolon helvum